# هجالمار سترومي
هجالمار سترومي (بالنرويجية البوكمول: Hjalmar Strømme)‏ (26 سبتمبر 1900 – 15 ديسمبر 1925) هو ملاكم نرويجي راحل، مثّل بلاده في الألعاب الأولمبية الصيفية 1920.

## روابط خارجية
هجالمار سترومي على موقع أوليمبيديا (الإنجليزية)